# Fujiwara no Michinaga
Fujiwara no Michinaga (藤原 道長 Đằng Nguyên Đạo Trường, 966 - 3 tháng 1 năm 1028) là vị quan nổi tiếng trong lịch sử Nhật Bản. Dưới sự lãnh đạo của ông, gia tộc Fujiwara đã nắm quyền kiểm soát nền chính trị đất nước trong một thời gian dài.

## Tiểu sử
Michinaga sinh ra ở Kyōto, ông là con trai của Nhiếp quan Kaneiye. Kaneiye được phong làm quan Nhiếp chính năm 986 và giữ chức vụ này cho đến khi mất vào năm 990. Do nguyên tắc cha truyền con nối truyền thống của các Nhiếp chính gia dòng họ Fujiwara, Michinaga đã trở thành Nhiếp chính quan cùng các anh trai của mình, Michitaka và Michikane.

## Sự nghiệp

### Tranh đấu với Korechika
Michitaka, anh trai của Michinaga, được phong làm nhiếp chính đại thần từ năm 990 cho đến khi qua đời năm 995. Sau đó,Michikane kế tục danh vị của anh trai, nhưng ông chỉ nắm quyền trong bảy ngày trước khi qua đời vì bệnh tật. Sau cái chết của hai người anh trai, Michinaga sau đó phải tranh đấu với con trai cả của Michitaka là Fujiwara no Korechika, cũng là người được định sẽ thừa kế cha mình. Korechika được trọng vọng ở triều đình hơn Michinaga, không những vậy, ông ta còn được Thiên hoàng Ichijō và Hoàng hậu Teishi tin dùng, được ban nhiều chức quan danh giá. Ông được phong làm Nội đại thần, trong khi ba năm trước ông ta chỉ là Tham nghị quan. Tuy nhiên, thân mẫu của Thiên hoàng Ichijo là Fujiwara no Senshi không trọng dụng Korechika và quyết định đứng về phía Michinaga. Bà đã ép Thiên hoàng Ichijo phong cho Michinaga tước vị Nội lãm (内覧) vào tháng 5 năm 995. Còn địa vị của Korechika đã bị ảnh hưởng bởi một vụ bê bối vào năm sau,được cho là do Michinaga dàn xếp.
Sau đó, Korechika đã qua lại với một nhân tình ở một trong những tư dinh thuộc gia tộc Fujiwara. Ông ta đã hay tin rằng Cựu hoàng Kazan đã đến thăm nơi đó trong đêm. Cho rằng Cựu hoàng đã gian díu với tình nhân của mình, ông và anh trai Takaiye đã lên kế hoạch ám sát Cựu hoàng Kazan. Ông ta dùng cung bắn mũi tên đâm vào ống tay áo của Cựu hoàng. Do đó, ông ta đã mắc phải trọng tội khi làm hại một nhà sư, vì Pháp hoàng Kazan đã xuất gia tu hành vào năm 986. Michinaga và đồng minh theo phe ông sau đó đã tố cáo Korechika tội khi quân. Mặc dù vụ việc được cho là có sự nhúng tay của những người hầu cận Kaneiye và Takaiye, nhưng phe của Michinaga đã buộc tội thêm rằng Korechika đã trù ếm Thái hậu Senshi. Cuối cùng, Korechika đã bị trục xuất khỏi triều đình trên danh nghĩa trở thành Phó Thống đốc Kyushu. Việc Korechika bị loại khỏi triều đình đã chứng minh chiến thắng của Michinaga nhằm giành địa vị cao trong chốn quan trường.
Trong cuộc đấu đá tranh giành địa vị, Michinaga đã được phong làm Hữu đại thần (右大臣) vào ngày 19 của tháng 6 năm 995. Vào năm 996, Michinaga được ban danh vị Tả đại thần (左 大臣). Ông có địa vị gần như cao nhất trong triều, chỉ sau tước vị Thái chính đại thần (Daijō-daijin).

### Nắm giữ quyền lực với tên gọi " Mido Kampaku"
Michinaga thường được biết đến với tên gọi là Mido Kampaku, cái tên này liên quan đến tên nơi ở của ông, Mido. Nhưng trên thực tế, ông đã đóng vai trò Nhiếp chính quản lý tất cả các mọi miền trên đất nước, trừ Mido.
Đường lối chính mà các vị quan nhiếp chính nhà Fujiwara sử dụng để duy trì quyền lực của họ là tạo mối liên kết giữa họ và Hoàng thất, mà cụ thể là các cuộc  hôn nhân giữa con cháu trong gia tộc Fujiwara với người Hoàng tộc. Michinaga cũng không ngoại lệ, ông đã gả bốn người con gái của mình cho Thiên hoàng. Mặc dù Thiên hoàng Ichijo lúc đó đã có Chính cung, tức Hoàng hậu Teishi, song Michinaga đã ép ông phải phong con gái Shoshi của mình làm Trung cung (Chūgū), địa vị sánh ngang Hoàng hậu. Đây cũng là khởi đầu cho tục đa hậu trong lịch sử Nhật Bản. Đặc biệt là sau khi Hoàng hậu Teishi qua đời khi sinh con vào năm 1001, ảnh hưởng của Michinaga lên Thiên hoàng Ichijo là tuyệt đối.
Tiếp đó, con gái thứ hai của Michinaga, tức Fujiwara no Kenshi được tiến cung cho Thiên hoàng Sanjō. Thiên hoàng Ichijo và Trung cung Shoshi có hai người con trai, cả hai vị hoàng tử về sau đều lên ngôi Thiên hoàng. Và cả hai đều kết hôn với con gái thứ ba và thứ tư của Michinaga. Trưởng tử của Thiên hoàng Ichijo, tức Thiên hoàng Go-Ichijō kết hôn với con gái thứ ba của Michinaga là Fujiwara no Ishi, còn thứ tử của Thiên hoàng Ichijo, về sau là Thiên hoàng Go-Suzaku kết hôn với con gái thứ tư, tức Fujiwara no Kishi.
Ngoài ra, Michinaga còn củng cố thêm quyền lực của mình bằng cách liên minh với các gia tộc chiến binh hùng mạnh, đặc biệt là gia tộc Minamoto (hay còn gọi là Seiwa Genji), bằng chứng là cả hai người vợ của ông đều là người xuất thân từ gia tộc Minamoto. Minamoto no Yorimitsu và Minamoto no Yorinobu là hai vị tướng trung thành với ông, đòng thời cũng là trợ thủ đắc lực cho nhà Fujiwara. Sự hỗ trợ của họ cũng đồng nghĩa với việc Michinaga có thể đe dọa đối thủ của mình bằng bạo lực, điều mà đến Thiên hoàng và Hoàng tộc cũng không thể đáp trả.
Như vậy, có thể nói rằng, Michinaga đã kiểm soát và gây ảnh hưởng đến tất cả các nhân vật quan trọng trong triều đình. Chính vì lý do này mà dù Michinaga chưa bao giờ chính thức được thụ phong tước hiệu Kampaku (Quan bạch), song quyền lực của ông có thể nói là tương đương với tước vị ấy. Uy thế của Michinaga trong suốt cuộc đời của ông được thể hiện qua việc vào năm 1011, ông đã được ban cho đặc quyền là vào cung bằng xe bò kéo. Cùng năm, con trai thứ hai của Ichijo và là cháu trai của ông, Hoàng tử Atsunari được phong làm Thái tử. Con trai cả của Thiên hoàng Sanjō là Atsuakira vốn được chỉ định là người thừa kế ngai vàng, nhưng Michinaga đã tận dụng địa vị và quyền lực của mình để khiến Thái tử Atsuakira bị phế truất. Để ngăn Atsuakira trở thành kẻ thù của mình, Michinaga đã gả con gái thứ năm là Kanshi cho ông ta.
Trong thời gian trị vì, Thiên hoàng Sanjō và Michinaga thường xuyên xảy ra mâu thuẫn. Cuối cùng, Michinaga đã ép buộc Thiên hoàng Sanjō phải thoái vị. Vào năm 1016, điều này thật sự đã xảy ra. Do Thiên hoàng kế nhiệm Go-Ichijō còn rất trẻ, Michinaga đã cai quản triều chính với chức quan Sesshō (Nhiếp chính) dù lúc đó chưa được thừa nhận. Ông đã trở thành người đứng đầu triều đình trong một thời gian ngắn vào cuối năm 1017, trước khi từ chức vào tháng 2 năm sau. Một tháng sau khi cáo quan, ông cũng đã chuyển giao tước vị Sesshō cho trưởng tử Yorimichi. Năm 1019, ông xuống tóc quy y của Phật tại chùa Hōjō-ji do chính ông xây dựng. Ông lấy Pháp danh là Gyōkan (Hàng quan) (行観), sau này được đổi thành Gyōkaku (Hàng giác) (行 覚).

## Qua đời và di sản
Vào ngày 3 tháng 1 năm 1028, Michinaga qua đời, hưởng thọ 62 tuổi. Nguyên nhân cái chết được cho là ông đã cầu nguyện A-di-đà trên giường bệnh của mình với mong muốn được lên Thiên đường. Ông đã để lại một cuốn nhật ký, tên là Midō Kanpakuki. Nó là một nguồn tư liệu quan trọng để nghiên cứu về triều đình Nhật Bản thời Heian, khi dòng họ Fujiwara đang ở trên đỉnh cao quyền lực, mặc dù nó hơi bị lu mờ bởi Truyện kể Genji của nữ văn sĩ Murasaki Shikibu và Truyện gối đầu của Sei Shonagon. Trong Truyện kể Genji, nhân vật Genji được cho là được khắc họa dựa trên Michinaga, cũng như Korechika.

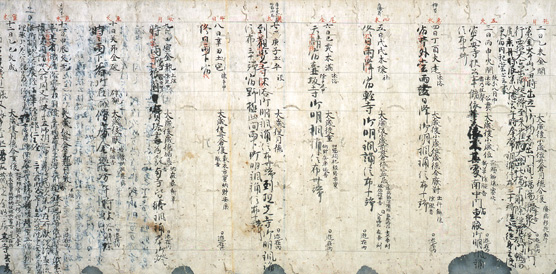
Đoạn nhật ký cá nhân của Michinaga bằng chữ viết tay của chính ông — văn bản được hiển thị là từ tập bao gồm các năm từ 998 đến 1021, được chỉ định là Bảo vật Quốc gia của Nhật Bản trong danh mục tài liệu cổ.

## Tính cách
Michinaga nổi tiếng là một kỵ sĩ và cung thủ thiện nghệ, và được cho là người can đảm. Thơ của ông được mọi người khen ngợi và ông cũng nổi tiếng là người có khả năng tự chủ mạnh mẽ.Ông có một sự hiểu biết đáng kể về con người và tâm hồn. Nhờ sự thành công trong mưu đồ của ông, Fujiwara là gia tộc mạnh nhất, mặc dù thời bấy giờ, quyền lực các gia tộc chiến binh đang phát triển.
Ông là người thích sự xa hoa và lộng lẫy, thường tổ chức những buổi yến tiệc xa hoa, mặc dù vậy, nó vẫn bị chi phối bởi sự khiêm tốn trang nhã đặc trưng của thời Heian. Điều này nhằm mục đích thể hiện sự giàu có và quyền lực của gia tộc Fujiwara, gây hảo cảm với các gia tộc đồng minh và khiến các đối thủ phải e sợ.
Michinaga cũng là một người sùng đạo, ông đã tiêu nhiều tiền vào các đền thờ, mặc dù đây có thể là một biểu hiện khác của sự khoe khoang. Ông được biết đến như là người nghiêm khắc quở trách những triều thần bỏ bê các nghi lễ của Thần đạo. Ông còn là một tín đồ của Kinh Pháp Hoa; bản sao chép kinh của ông có các chữ được viết bằng vàng. Khi Phật giáo Tịnh độ Tông bắt đầu phát triển và phát triển dưới thời cai trị của Michinaga, ông đã ủng hộ và thấm nhuần các giáo lý của nó.
Michinaga rất tự hào về những thành tựu của mình, điều này thể hiện qua bài thơ Mochizuki no Uta (望月の 歌) (Thơ trăng tròn), được ông sáng tác vào năm 1018 tại một bữa tiệc để mừng con gái Ishi trở thành Trung cung cho Thiên hoàng Go-Ichijō: "Ta luôn nghĩ rằng / Thế gian này là của ta. / Như vầng trăng này ta từng soi, / Không áng mây che phủ ".

## Phả hệ
Ông đã kết hôn với Minamoto no Rinshi, hay Michiko (源倫子) (Nguyên Luân Tử), con gái của Tả đại thần Minamoto no Masanobu. Họ có sáu người con.
- Shōshi (彰子) (Chương tử) hay Jōtōmon-in, 上東門 院 (Thượng Đông Môn Viện) (988–1074) - Hoàng hậu của Thiên hoàng Ichijō.
- Yorimichi (頼通) (992–1074) - quan nhiếp chính cho Thiên hoàng Go-Ichijō, Thiên hoàng Go-Suzaku và Thiên hoàng Go-Reizei.
- Kenshi (妍子) (994–1027) - phối ngẫu của Thiên hoàng Sanjō.
- Norimichi (教 通) (996–1075) - quan nhiếp chính cho Thiên hoàng Go-Sanjō và Thiên hoàng Shirakawa.
- Ishi (威子) (999–1036) - phối ngẫu của Thiên hoàng Go-Ichijō.
- Kishi (嬉子) (1007–1025) - phối ngẫu của Thái tử Atsunaga (sau này là Thiên hoàng Go-Suzaku).

Ông cũng đã kết hôn với Minamoto no Meishi (源明子) (Nguyên Minh Tử), con gái của Tả đại thần Minamoto no Takaakira. Họ có sáu người con.
- Yorimune (頼 宗) (993–1065) - phong làm Hữu đại thần.
- Akinobu (顕 信) (994–1027) - Ông trở thành linh mục năm 19 tuổi.
- Yoshinobu (能 信) (995–1065) - phong làm Đại nạp ngôn.
- Kanshi (寛子) (999–1025) - phối ngẫu của Hoàng tử Atsuakira (hay Ko-Ichijō-in).
- Takako (尊子) (1003? –1087?) - kết hôn với Minamoto no Morofusa.
- Nagaie (長 家) (1005–1064)- phong làm Đại nạp ngôn.

Michinaga cũng có một cô con gái với một người phụ nữ không rõ tên:
- Seishi (盛子) (? -?) - kết hôn với Thiên hoàng Sanjō

## Tư liệu
- Brown, Delmer M. và Ichirō Ishida, eds. (Năm 1979). Gukanshō: Tương lai và quá khứ. Berkeley: Nhà xuất bản Đại học California.ISBN 978-0-520-03460-0;OCLC 251325323
- Hioki, S. (1990). Nihon Keifu Sōran. Kodansya. (bằng tiếng Nhật)
- Kasai, M. (1991). Kugyō Bunin Nenpyō. Yamakawa Shuppan-sha. (bằng tiếng Nhật)
- Owada, T. và cộng sự. (2003). Nihonshi Shoka Keizu Jimmei Jiten. Kodansya. (bằng tiếng Nhật)
- Ponsonby-Fane, Richard Arthur Brabazon. (1959). Hoàng gia Nhật Bản. Kyoto: Hội tưởng niệm Ponsonby.OCLC 194887OCLC 194887
- Titsingh, Isaac. (1834). Nihon Odai Ichiran; ou, Annales des empereurs du Japon. Paris: Hiệp hội Hoàng gia Châu Á, Quỹ Dịch thuật Phương Đông của Vương quốc Anh và Ireland.OCLC 5850691OCLC 5850691
- Tsuchida, N. (1973). Nihon no Rekishi số 5. Chūō Kōron Sha.
- Varley, H. Paul. (1980). Jinnō Shōtōki: Biên niên sử của các vị thần và các vị vua. New York: Nhà xuất bản Đại học Columbia.ISBN 978-0-231-04940-5ISBN 978-0-231-04940-5;OCLC 59145842
- Sansom, George (1958). A History of Japan to 1334. Stanford University Press. ISBN 978-0804705233.978-0804705233